# Wynonna & the Big Noise
Wynonna & the Big Noise è l'ottavo album in studio della cantante statunitense Wynonna Judd, pubblicato nel 2016.

## Tracce
1. Ain't No Thing (featuring Susan Tedeschi) – 4:53 (John Scott Sherrill, Chris Stapleton)
2. Cool Ya – 3:28 (Lisa Carver, Andrew Ripp)
3. Things That I Lean On (featuring Jason Isbell) – 3:40 (Travis Meadows, Daniel Sanders)
4. You Make My Heart Beat Too Fast (featuring Cactus Moser) – 3:32 (Julie Miller)
5. Staying in Love – 4:10 (Raphael Saadiq)
6. Keeps Me Alive (featuring Derek Trucks) – 4:11 (Sarah Siskind)
7. Jesus and a Jukebox – 3:48 (Meadows, Jeremy Spillman, David Tolliver)
8. I Can See Everything (featuring Timothy B. Schmit) – 5:03 (Schmit)
9. Something You Can't Live Without – 5:33 (Moser, David Lee Murphy)
10. You Are So Beautiful – 5:02 (Moser, Ashley Warren)
11. Every Ending (Is a New Beginning) – 3:53 (Doug Johnson, Wynonna Judd, Billy Montana, Moser)
12. Choose to Believe – 3:47 (Charlie White, Kevin Welch)